# San Pedro del Pinatar
San Pedro del Pinatar es un municipio situado en la comunidad autónoma de la Región de Murcia, en el sureste de España. Al encontrarse en las riberas del mar Mediterráneo y del Mar Menor dispone de gran atractivo turístico y ecológico. Al norte del municipio se encuentra el parque natural de las Salinas y Arenales de San Pedro del Pinatar. Sus municipios colindantes son: San Javier (en la Región de Murcia) y Pilar de la Horadada (en la provincia de Alicante). En un radio de menos de 70 km se pueden encontrar cuatro ciudades de más de cien mil habitantes: Cartagena, Murcia, Elche y Alicante. 
A pesar de ser un municipio relativamente pequeño su situación estratégica en la costa y sus cualidades medioambientales han originado un crecimiento muy rápido de la población y un aumento de la actividad comercial y económica. Al mismo tiempo se ha producido una gran presión urbanística que ha minimizado el suelo dedicado a las tareas agrícolas. De ese modo, la pesca y la explotación de las salinas han dejado de ser sus actividades económicas casi exclusivas. Las fiestas tradicionales se realizan en verano, lo que hace que puedan participar muchas personas que veranean en la zona.

## Toponimia
Esta localidad recibió su nombre hacia el siglo XVII, anteriormente se conocía como «El Pinatar», ya que se trataba de una extensa masa forestal donde abundaban los pinos y donde se cazaba jabalíes en invierno, hecho recogido en el Libro de la Montería de Alfonso XI. Tras la construcción por los franciscanos de una ermita en el siglo XVII dedicada al culto a San Pedro Apóstol ya que la mayoría de los habitantes eran pescadores, los lugareños comenzaron a denominarlo «San Pedro del Pinatar».

### Gentilicio
El gentilicio se tomó del nombre inicial de «El Pinatar» por lo que sus habitantes se denominan «pinatarenses».

## Símbolos
La bandera dispone de tres franjas verticales con los colores azul, blanco y verde; que representan el mar, las salinas y el verde del bosque como elementos que han caracterizado al municipio.
El escudo se encuentra dividido en dos partes, a un lado un pino como elemento tradicional y en el otro una torre vigía de comienzos del siglo XVII.

## Geografía
San Pedro del Pinatar está ubicado entre el Mar Menor y el mar Mediterráneo. Se encuentra en la comarca del Mar Menor aunque otros organismos lo incluyen en la comarca del Campo de Cartagena. Es limítrofe con la provincia de Alicante y está a 37 km de Cartagena y a 48 km de Murcia. Sus municipios colindantes son: San Javier (Región de Murcia) y Pilar de la Horadada (provincia de Alicante). Es uno de los distritos de la provincia marítima de Cartagena.
| Noroeste: San Javier | Norte: Pilar de la Horadada (Alicante) | Nordeste: Mar Mediterráneo |
| Oeste: San Javier    |                                        | Este: Mar Mediterráneo     |
| Suroeste: San Javier | Sur: Mar Menor                         | Sureste: Mar Menor         |

Se trata de una pequeña península que tiene catorce kilómetros de costa repartidos entre los dos mares. Las playas en el Mar Menor son: Villananitos, La Puntica y La Mota. En el Mediterráneo están las Playas de La Llana, que son la Playa de las Salinas, Barraca Quemada y Punta de Algas. Junto a la primera se encuentra el puerto. Al otro lado del puerto están la playa de la Torre Derribada y El Mojón. Existen dos ramblas, la rambla de las Siete higueras que procedente del límite con Pilar de la Horadada desemboca en las salinas, y la rambla de Casas Blancas que procede del término de San Javier y atraviesa el municipio hasta terminar en un extremo de la playa de Villananitos.

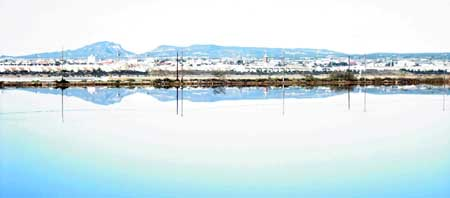
La sierra de Escalona que delimita la depresión litoral, junto a la de Carrascoy, proporciona este perfil conocido como «La bella durmiente» a causa de la forma de mujer acostada que parece representar

Está situado en una depresión litoral que finaliza en dos núcleos de población: El Mojón, compartido con Pilar de la Horadada, en la provincia de Alicante, y Lo Pagán, que limita con San Javier. Entre estos núcleos se encuentra el humedal más importante de la Región de Murcia: el parque natural de las Salinas y Arenales de San Pedro del Pinatar, con casi 900 ha. En este parque se pueden encontrar flamencos, gaviotas, albatros, garzas, y lechuzas; dispone de dunas móviles, con una flora característica: lirios de mar, juncos y cañas. La altitud oscila entre los 90 metros, en el extremo noroccidental, y el nivel del mar. El casco urbano se alza a 35 metros sobre el nivel del mar. 

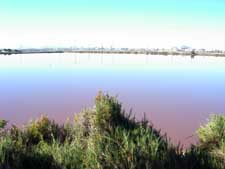
Vista desde las salinas. El color rojizo del agua es producido por unas algas que viven en ambientes muy salados

Se puede acceder a la ciudad desde la autopista del Mediterráneo (AP-7) de manera directa tomando la salida número 774, a través de pedanías aledañas tomando la salida 775, o de manera indirecta por las afueras, en el límite municipal con San Javier, tomando la salida 777. También se puede acceder por la carretera N-332. 

### Playas

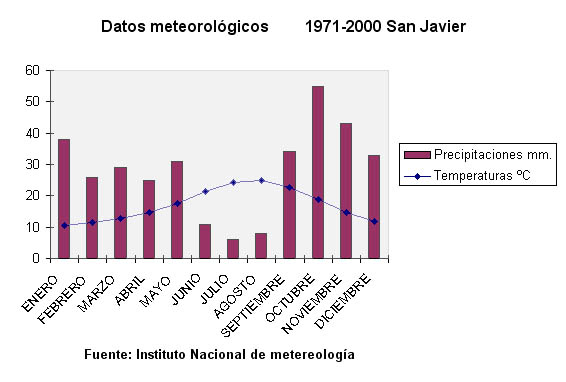
Climograma

En el mar Mediterráneo:
- Playa El Mojón
- Playa de La Torre Derribada
- Playa de Las Salinas
- Playa Punta de Algas
- Playa de La Barraca Quemada

En el Mar Menor: 
- Playa de La Mota
- Playa de Villananitos
- Playa de La Puntica

Las playas del Mar Menor padecen las consecuencias de la degradación de la albufera, provocada por el cambio de un modelo de agricultura de secano a una agricultura de regadío en el entorno, que vierte nitratos y produce eutrofización, desarrollando la llamada «sopa verde», dándose la anoxia o ausencia de oxígeno que ocasiona a veces la muerte de peces de la laguna salada.

### Clima
El clima es de tipo mediterráneo seco. En general se trata de un clima seco, con inviernos suaves y veranos algo calurosos.
La temperatura media se sitúa en 17,1 °C, con temperaturas máximas medias de 15 °C en invierno y de 28 °C en verano; mientras que las mínimas oscilan entre los 6 y 19 °C; se dispone de unas 2500 horas de sol anuales.
Los vientos dominantes son del nordeste (gregal), del sudoeste (lebeche) y del oeste (poniente).
En el gráfico siguiente se puede observar la variación anual de las temperaturas medias y de las precipitaciones.

## Demografía
San Pedro del Pinatar cuenta con una población de 28 706 habitantes (INE 2024).
| Gráfica de evolución demográfica de San Pedro del Pinatar entre 1842 y 2021 |
| |
| Población de derecho según los censos de población del INE Población de hecho según los censos de población del INEEn este censo se denominaba Pinatar: 1842 En este censo se denominaba San Pedro de Pinatar: 1857 |

Al ser uno de los municipios pequeños de la Región de Murcia, con sólo 22,32 km², tiene una densidad de población de más de mil habitantes por km².
En la actualidad su población se encuentra distribuida uniformemente en el municipio, aunque se concentra en el núcleo principal (10 628 hab.) y sus pedanías: Lo Pagán (3807 hab.), Los Cuarteros (3273 hab.), Las Esperanzas (1612 hab.), Los Peñascos (1550 hab.), Los Sáez (1505 hab.) y Los Antolinos (1228 hab.).
De acuerdo con el padrón de habitantes de 2021, los extranjeros representan un 24.4% de la población. Casi la mitad de los inmigrantes en el municipio proceden de Marruecos, con un 46,97% de los mismos, lo que representa un 11% de la población total. Otras nacionalidades son: Rumanía, con un 15,07%; Ecuador, con un 6,74%; Reino Unido, con un 6,38% y Ucrania, con un 6,33%.
La evolución de la población extranjera y su tasa de crecimiento en los últimos años ha sido, según datos del Centro Regional de Estadística de Murcia:
| 2000 | 2001  | 2002    | 2003    | 2004   | 2005    | 2006    | 2007    | 2009    | 2010    | 2014    | 2017    | 2019    | 2021    |
| ---- | ----- | ------- | ------- | ------ | ------- | ------- | ------- | ------- | ------- | ------- | ------- | ------- | ------- |
| 345  | 863   | 1634    | 2465    | 2689   | 3293    | 4627    | 5287    | 6397    | 6452    | 6021    | 6059    | 6213    | 6203    |
| -    | 150 % | 89,33 % | 50,85 % | 9,08 % | 22,46 % | 40,51 % | 14,26 % | 21,00 % | 27,00 % | 25,00 % | 24,33 % | 24,38 % | 23,57 % |

## Economía

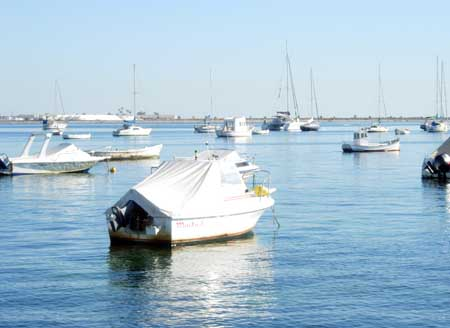
Barcos fondeados. Al fondo las Salinas

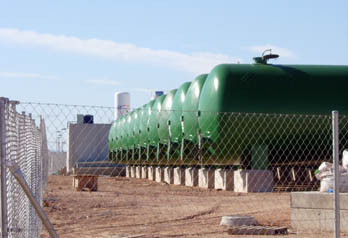
Depósitos de la desaladora

Dispone de una agricultura muy limitada por la poca extensión del municipio. Sin embargo, dispone de una pesca bastante desarrollada tanto en el Mar Mediterráneo como en el Mar Menor, con importantes industrias derivadas de la pesca y la agricultura circundante. Además, el sector servicios está bastante desarrollado en diferentes actividades tales como banca, turismo, etc. En la pedanía de Lo Pagán se encuentra una sede del Instituto Español de Oceanografía.
Existe un pequeño puerto en el Mar Mediterráneo, con 146 800 m² y tres metros de calado, con una actividad centrada principalmente en la pesca y el transporte de la sal; en su interior hay dos puertos deportivos con bastantes puntos de amarre (denominados Villa de San Pedro y Marina de Salinas). Hay otro puerto deportivo (Lo Pagán) en el Mar Menor junto a la lonja del pescado y el muelle de los pescadores.
La industria más tradicional desde el tiempo de los romanos es la explotación de la sal en las Salinas de Coterillo, que mantienen su actividad empresarial hasta la actualidad.
Desde el año 2005 se produce agua desalada, están funcionando dos plantas potabilizadoras de agua, que trabajan por ósmosis inversa, y producen agua destinada a consumo humano para toda la zona costera hasta Cartagena. Sin embargo, desde un punto de vista ecológico existe una fuerte crítica a estas instalaciones al considerarse que sus residuos afectan negativamente a praderas de posidonias marinas existentes en la costa. Estas plantas potabilizadoras se encuentran situadas junto al parque natural de las Salinas y Arenales de San Pedro del Pinatar.
Las actividades relacionadas con el ocio ocupan un destacado papel, ya que dispone de un clima adecuado para actividades al aire libre, varias playas y puertos deportivos, instalaciones de talasoterapia, itinerarios ecológicos por sus espacios protegidos por lo que existe una oferta diversificada.

## Servicios

### Transporte

#### Carreteras
El municipio es atravesado por la N-332. Además, dispone de accesos en las vías AP-7, RM-F24, RM-F25 y RM-F33. Hay varios aparcamientos disuasorios distribuidos por el casco urbano.

#### Autobús
El servicio de viajeros por carretera del municipio se engloba dentro de la marca Movibus, el sistema de transporte público interurbano de la Región de Murcia (España), que incluye los servicios de autobús de titularidad autonómica.
| Línea | Recorrido                                                                                           | Operador       |
| ----- | --------------------------------------------------------------------------------------------------- | -------------- |
| 46    | San Pedro del Pinatar - San Javier - Los Alcázares - Cabo de Palos                                  | ALSA (TUCARSA) |
| 47    | Cartagena - Los Alcázares - San Javier - Santiago de la Ribera - San Pedro del Pinatar              | ALSA (TUCARSA) |
| 48A   | San Pedro del Pinatar - Santiago de la Ribera - San Javier - Hospital Los Arcos                     | ALSA (TUCARSA) |
| 48B   | San Pedro del Pinatar - El Mirador - San Javier                                                     | ALSA (TUCARSA) |
| 49    | San Pedro del Pinatar - Santiago de la Ribera - San Javier - Hospital Los Arcos - Balsicas - Roldán | ALSA (TUCARSA) |
| 410   | San Pedro del Pinatar - Pilar de la Horadada - Torre de la Horadada - Mil Palmeras - Campoamor      | ALSA (TUCARSA) |
| 411   | Cartagena - Torre Pacheco - Dolores de Pacheco - San Javier - San Pedro del Pinatar                 | ALSA (TUCARSA) |

Además, presta servicio la siguiente línea interurbana:
| Línea     | Recorrido                       | Operador |
| --------- | ------------------------------- | -------- |
| MUR-092-2 | Murcia - San Javier - Campoamor | Interbus |

Por otro lado, en la estación de autobuses del municipio prestan servicio las siguientes líneas de largo recorrido:
| Línea   | Recorrido                                            | Operador   |
| ------- | ---------------------------------------------------- | ---------- |
| VAC-055 | Madrid - Alicante con hijuelas                       | ALSA       |
| VAC-213 | Santander - Bilbao - La Manga del Mar Menor (Murcia) | Bilman Bus |

#### Taxi
El municipio dispone de varias empresas que prestan servicios de radio-taxi.

#### Marítimo
Existe un ferry que conecta Lo Pagán con La Manga del Mar Menor durante la temporada estival.

## Administración y política

### Gobierno municipal
| Partido político                                      | 2023        | 2023        | 2023        | 2019  | 2019  | 2019       | 2015  | 2015  | 2015       | 2011  | 2011  | 2011       | 2007  | 2007  | 2007       |
| Partido político                                      | %           | Votos       | Concejales  | %     | Votos | Concejales | %     | Votos | Concejales | %     | Votos | Concejales | %     | Votos | Concejales |
| Partido Popular (PP)                                  | 39,65       | 3962        | 9           | 45,02 | 4168  | 11         | 49,22 | 4245  | 12         | 49,30 | 4942  | 12         | 42,21 | 3938  | 10         |
| Vox                                                   | 20,77       | 2075        | 5           | 10,95 | 1014  | 2          | 2,76  | 238   | 0          | –     | –     | –          | –     | –     | –          |
| Partido Socialista de la Región de Murcia (PSRM-PSOE) | 19,91       | 1990        | 4           | 22,00 | 2037  | 5          | 20,55 | 1772  | 5          | 24,00 | 2406  | 5          | 45,43 | 4238  | 10         |
| Agrupación Independiente San Pedro del Pinatar (AISP) | 13,48       | 1347        | 3           | –     | –     | –          | –     | –     | –          | –     | –     | –          | –     | –     | –          |
| Podemos                                               | 3,17        | 317         | 0           | 4,15  | 385   | 0          | –     | –     | –          | –     | –     | –          | –     | –     | –          |
| Izquierda Unida (IU)                                  | Con Podemos | Con Podemos | Con Podemos | 1,52  | 141   | 0          | 5,43  | 468   | 1          | 3,16  | 317   | 0          | 3,07  | 286   | 0          |
| Ciudadanos (CS)                                       | –           | –           | –           | 15,61 | 1446  | 3          | 15,57 | 1343  | 3          | –     | –     | –          | –     | –     | –          |
| Democracia Pinatarense (DPi)                          | –           | –           | –           | –     | –     | –          | –     | –     | –          | 12,31 | 1234  | 3          | –     | –     | –          |
| Unión Progreso y Democracia (UPyD)                    | –           | –           | –           | –     | –     | –          | –     | –     | –          | 5,18  | 519   | 1          | –     | –     | –          |
| Unión de Centro Pinatar (UCPI)                        | –           | –           | –           | –     | –     | –          | –     | –     | –          | 4,58  | 459   | 0          | 8,20  | 765   | 1          |

### Organización territorial
Administrativamente cuenta con diecisiete pedanías: Barrio de los Ángeles-Las Esperanzas-Barrio de San Juan, Barrio del Carmen-El Salero, Los Antolinos, Los Tárragas, Los Peñascos, Loma de Abajo, Las Beatas, Los Sáez, Loma de arriba, Los Veras, Los Plazas-Los Gómez, Los Imbernones, Las Pachecas-Lo Romero, Lo Pagán, Los Cuarteros, Las Salinas y El Mojón.

## Historia
Aunque no se constituye como municipio hasta 1836, los habitantes de su territorio han vivido diferentes acontecimientos históricos.

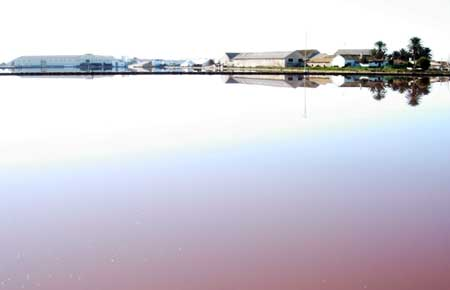
Instalaciones de Las Salinas

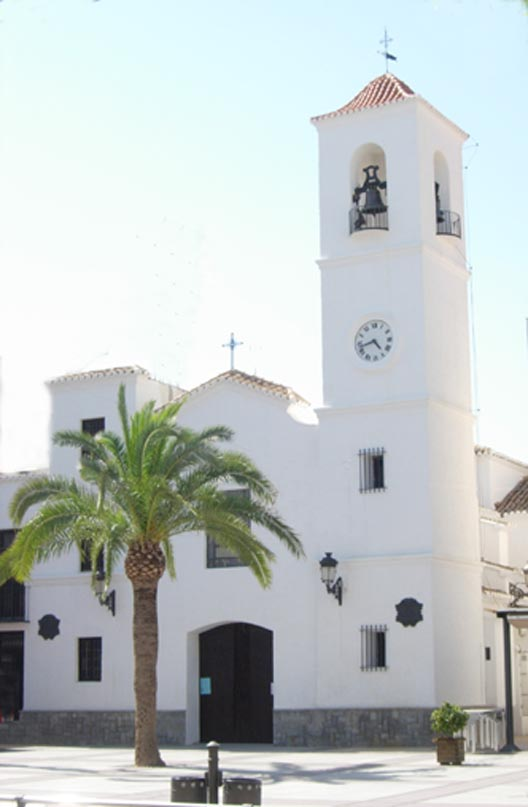
Iglesia de San Pedro Apóstol

### En la Antigüedad y Edad Media
Se supone algún asentamiento íbero en la zona desde el paleolítico. En la Edad de Bronce pertenecía a la región de la Contestania, aunque podría haber tenido importantes influencias de la ciudad de Mastia (los mastienos parecen situarse en la zona entre Cartagena y Mazarrón).
Existen restos arqueológicos marinos que señalan el paso de comerciantes fenicios desde 2600 a. C. Se supone que fue una de las bases utilizadas para la conquista de Carthago Nova (Cartagena) por Escipión el Africano en las guerras púnicas (sobre 203 a. C.). El Pinatar se desarrolla como una villa romana centrada en la industria salinera, de una gran importancia en esa época. De este modo parece ser que la Vía Augusta pasaba por San Pedro del Pinatar (esta calzada unía Cartagena con Roma a través de las ciudades levantinas y del sur de la actual Francia hasta llegar a Italia). El descubrimiento de bastantes restos de pecios demuestra que también existía un elevado tráfico marítimo.
La caída del Imperio romano y las posteriores conquistas visigóticas y árabes convirtieron El Pinatar en un poblado pesquero. Son muy conocidas las técnicas de pesca árabes denominadas encañizadas que se mantienen en la actualidad como un arte en el Mar Menor y la Malaha (Salina en árabe).
Tras la reconquista cristiana, en 1243, el rey Alfonso X «el Sabio» integra este territorio en la Corona de Castilla en virtud del Tratado de Alcaraz. Posteriormente, se convierte en una de las zonas en disputa entre las coronas de Castilla y de Aragón. El tratado de Torrellas (1304), modificado en 1305 por el tratado de Elche, lo sitúa en la frontera con los territorios de la Corona de Aragón hasta la unificación de reinos realizada por los Reyes Católicos. En esta época aumenta la población debido al asentamiento de familias castellanas en la zona.

### En la Edad Moderna y Contemporánea
En los siglos XVI y XVII las actividades económicas siguen siendo las pesqueras, agrícolas y derivadas del trabajo en Las Salinas. Sin embargo, es necesario construir a lo largo de toda la costa «torres vigías» debido a las incursiones de los piratas berberiscos, que en alguna ocasión llegaron a penetrar hasta Murcia. La torre de El Pinatar se construyó en 1602 y aparece en el escudo de San Pedro del Pinatar, pero no se conserva en la actualidad. La Torre del Estacio es un ejemplo de otra de estas torres típicas de la costa meridional mediterránea que formaban una cadena desde la Torre de la Horadada hasta Águilas.
En el siglo XVII los franciscanos fundan una ermita y la población pasa a denominarse San Pedro del Pinatar, en 1709 D. Francisco Sáez es nombrado primer capellán fijo. En 1787 se inicia el primer registro parroquial de la iglesia de San Pedro del Pinatar dependiente de la parroquia de San Javier, que existía desde 1698, aunque hasta el siglo XIX no se produjo la segregación de la misma. 
En la guerra de sucesión española la armada británica tomó Cartagena y toda la comarca del Mar Menor (1706) en nombre del Archiduque Carlos de Austria. Los Borbones lo recuperaron posteriormente gracias al ejército mandado por el duque de Berwick, al que se le donaron algunas tierras en San Pedro del Pinatar.
En el último cuarto del siglo XVIII la población se duplicó gracias a la prosperidad relativa del municipio y al proceso colonizador asociado a la existencia de más tierras roturadas, la introducción de nuevos cultivos y una mayor seguridad en la zona. En esa época se instala la imagen de San Pedro Apóstol, obra de Francisco Salzillo en la iglesia del mismo nombre.
A finales de este siglo (1 de junio de 1796) se solicitó al rey Carlos IV la creación de la Feria de San Pedro del Pinatar. Esta petición la realizó una incipiente burguesía pinatarense en tiempos en que el municipio no existía aún, dependiendo del Concejo de Murcia y con una población de unos 1600 habitantes. Con fecha 24 de octubre de 1796 el rey concedió licencia para celebrar en el Campo de El Pinatar, la feria anual, el día 29 de junio y los tres siguientes. Actualmente sigue celebrándose en el conjunto de las fiestas patronales.

### Constitución del municipio

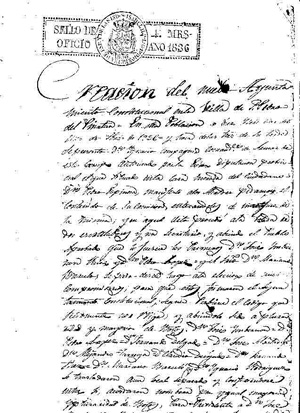
Acta de creación del Ayuntamiento de San Pedro del Pinatar (1836)

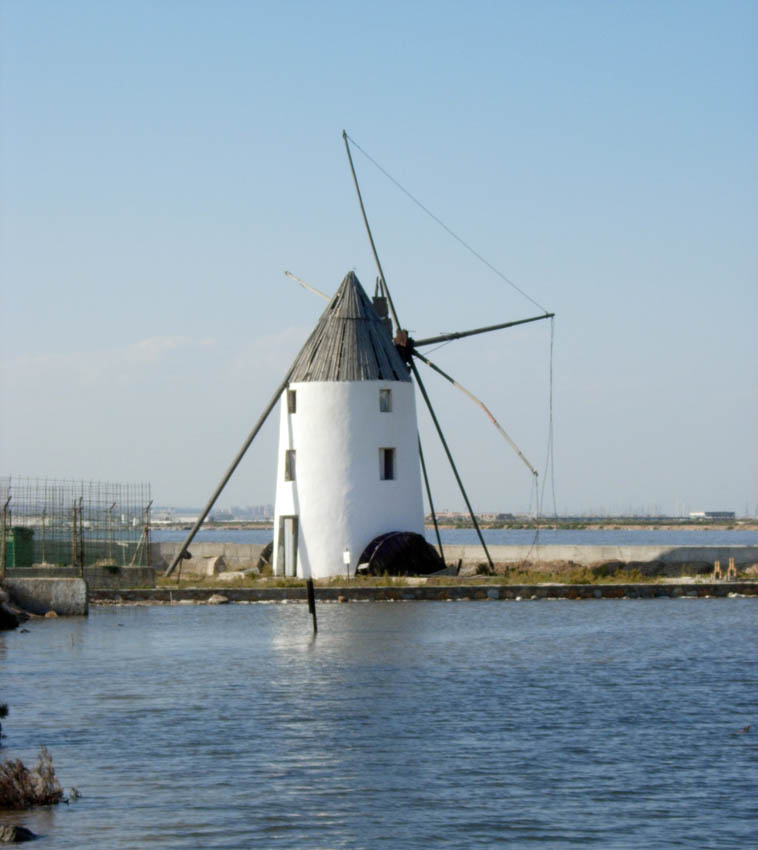
Molino salinero de la Ezequiela del

Hasta 1820 no hubo un intento de crear un municipio independiente, con base en las Constituciones que reconocían los derechos de los ciudadanos frente al poder del Rey. Sin embargo, el periodo absolutista impidió que se lograse la municipalidad.
El día 16 de septiembre de 1836 se constituyó el primer Ayuntamiento, segregado del Concejo de Murcia y el primer alcalde fue José Imbernón Ruiz.
En los años 1854 y 1855 se produjeron epidemias de cólera en toda la zona del levante español que originaron una alta morbilidad, por lo que huyendo de la epidemia muchos burgueses y miembros de las clases acomodadas se trasladaron a las quintas para el veraneo; algunas muy conocidas fueron la Casa de la Rusa, Villa Alegría, Villa Teresa y la Casa del Reloj. De ahí empezó a surgir la amplia tradición turística de la zona.
En 1857 se creó una Aduana marítima en San Pedro del Pinatar, lo que proporcionó una cierta relevancia a la zona.
En 1869 se privatizaron las Salinas, que pertenecían a la Corona desde la reconquista cristiana. En la actualidad pertenecen a la compañía Salinera Española.
En 1878 se creó la parroquia de San Pedro del Pinatar, aunque hasta 1941 no quedó reflejada la condición jurídica de parroquia.
Durante los siglos XIX y XX se convirtió en población turística de relevancia y con su mayor actividad en los meses de verano. 
El 25 de mayo de 1899, murió D. Emilio Castelar y Ripoll, presidente de la I República, en la Casa del Reloj, también conocida como Quinta de San Sebastián.
En 1890 se fundó la localidad de Lo Pagán. Pero hasta 1918 no se construyó el actual camino que lo comunica con San Pedro del Pinatar.
En 1919 se produjo una inundación muy importante en el municipio y en 1987 se produjo otra que afectó a diversas zonas, especialmente las construcciones en las antiguas ramblas como la de Los Antolinos. Como consecuencia de esta última se mejoró el sistema de alcantarillado. 
En 1925 gracias a la intervención de Antonio Trucharte Samper que pasaba largas temporadas en el municipio, el pueblo recibe el tratamiento de «excelentísimo» por Real Decreto de Alfonso XIII.
En el último cuarto del siglo XX se duplicó la población como consecuencia del crecimiento económico. A partir de los años sesenta se produjo una explosión turística muy importante. Como consecuencia de este desarrollo se crearon nuevas infraestructuras, el agua potable de los Canales del Taibilla llegó en 1960, ese mismo año se construyó el puerto refugio en Las Salinas; de este modo en los años setenta se dispuso de alumbrado público y alcantarillado en Lo Pagán. 
A finales del siglo XX y principios del siglo XXI se produjo un desarrollo urbanístico muy expansivo, de modo similar al producido en la costa mediterránea española. No obstante, el hecho de tener protegido un tercio de su término municipal con el parque regional de las Salinas y Arenales de San Pedro del Pinatar moderó los intentos de urbanización plena. Paralelamente y al igual que otros municipios colindantes como Los Alcázares y San Javier, durante estos años se desarrollaron servicios municipales inexistentes como piscina comunitaria, instalaciones polideportivas, etc.
En el año 2011 se lleva a cabo una serie de actos conmemorando los 175 años de constitución del ayuntamiento de San Pedro Del Pinatar.

### Alcaldes de la ciudad
Desde la creación del Ayuntamiento el 16 de septiembre de 1836, han ocupado el cargo:
| Periodo                | Nombre del alcalde          |
| ---------------------- | --------------------------- |
| 1836 -                 | José Imbernón Ruiz          |
| mediados del siglo XIX | Gerónimo Aguirre y Bregante |
|                        | Juan Quintín Fernández      |
| finales del siglo XIX  | Genaro Pérez Alarcón        |
|                        | Luis Campillo y Blas        |
| Segunda república      | Julio Albaladejo Gómez      |

| Periodo                    | Nombre del alcalde           |
| -------------------------- | ---------------------------- |
| abril a septiembre de 1939 | Juan Hurtado Sánchez         |
| 1939-1943                  | Antonio Tárraga Escribano    |
| 1943-1948                  | Pedro Imbernón Fernández     |
| 1948-1954                  | Francisco Sánchez Conesa     |
| 1954-1958                  | Mariano Sáez Martínez        |
| 1958                       | Miguel Esquerdo Galiana      |
| 1958-1961                  | Francisco Munuera Martínez   |
| 1961-1962                  | Miguel Mirón de Castro       |
| 1962-1963                  | Pedro Escribano Pardo        |
| 1963-1967                  | Félix Martínez Escudero      |
| 1967-1970                  | Enrique Tárraga Pérez        |
| 1970-1972                  | José Ballester González      |
| 1972-1974                  | Vicente Gadea López          |
| 1974-1979                  | José Antonio Pérez Hernández |

| Periodo   | Nombre del alcalde                 | Partido político | Coaliciones |
| --------- | ---------------------------------- | ---------------- | --- |
| 1979-1983 | José Sánchez Sánchez               | UCD              | Elegido tras la coalición entre UCD (38,9% de los votos) y Coalición Democrática (20% de los votos), a pesar de disponer el PSOE del 41,8% de los votos).                                                                                      |
| 1983-1991 | José Antonio Albaladejo Lucas      | AP-PDP-UL        | Elegido alcalde (45,6% de los votos) al contar con el apoyo de un concejal de la lista independiente ACL (7,2% de los votos), mientras que el PSOE obtuvo el 46,7% de los votos. Desde 1987 continuó como alcalde con mayoría absoluta del PP. |
| 1991-2007 | Pedro José Pérez Ruiz              | PP               | Mayoría absoluta. |
| 2007-2011 | José María García Ruiz             | PSOE             | Elegido alcalde (44,87% de los votos), con el apoyo de UCPi (Unión de Centro Pinatar) (8,10% de los votos). |
| 2011-2023 | María Visitación Martínez Martínez | PP               | Elegida como primera alcaldesa de la historia del municipio por Mayoría absoluta. |
| 2023-2024 | Ángela Gaona Cabrera               | PP               | Elegida alcaldesa (39,66%) con mayoría relativa al ser la más votada. Renuncia al cargo diez meses (abril de 2024) después de su investidura.                                                                                                  |
| 2024-     | Pedro Javier Sánchez Aznar         | PP               | Elegido alcalde por investidura tras la renuncia de su predecesora. |

## Cultura

### Fiestas
- Desfiles procesionales en Semana Santa
- A finales de junio, con motivo de San Pedro Apóstol
- El 16 de julio, romería de la Virgen del Carmen y fiestas en Lo Pagán[37]
- Desfiles en Carnavales y Reyes

## Monumentos y lugares de interés

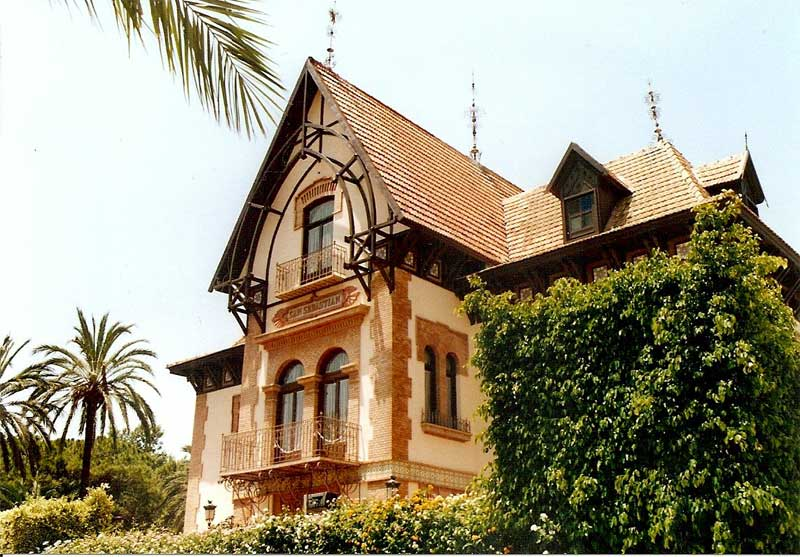
La Casa del Reloj o Quinta de San Sebastián

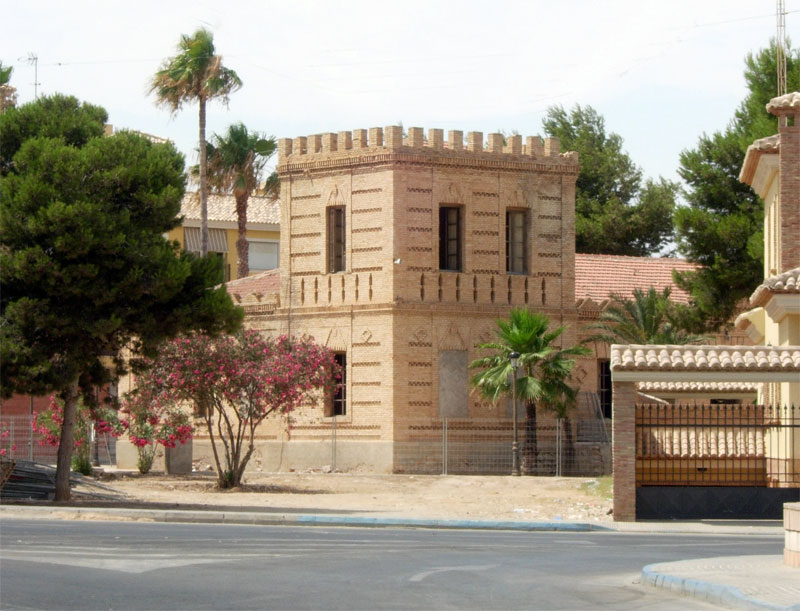
Museo Arqueológico y Etnográfico, en el Palacio del Barón de Benifayó

- Iglesia de San Pedro Apóstol (plaza de la Constitución): es un templo que comenzó siendo una ermita franciscana en el siglo XVII.
- Casa del reloj o Quinta de San Sebastián (Avda. Artero Guirao s/n): un ejemplo de arquitectura modernista. En ella falleció el cuarto y último presidente de la primera República Española D. Emilio Castelar y Ripoll. Desde finales del siglo XX se ha restaurado y convertido en un restaurante.
- Palacio del Barón de Benifayó o de los condes Villar de Felices o Casa de la Rusa (C/ Víctor Pradera s/n): edificio de estilo neomudéjar construido en el siglo XIX por encargo del Barón de Benifayó.
- Teatro cine Moderno (C/Barón de Benifayó). Obra del arquitecto Pedro Cerdán.
- Villa romana de La Raya
- Lonja de pescado en Lo Pagán (Explanada de Lo Pagán): puede contemplarse la subasta del pescado al estilo tradicional.
- Museo Arqueológico Etnográfico: Contiene fósiles, objetos paleontológicos, etc. Dispone de una sección sobre arqueología submarina y otra de tipo etnográfico dedicada sobre todo a los últimos siglos (desde el siglo XVIII). Se encuentra en el palacio del Barón de Benifayó.[38]
- Museo del Mar (C/ Ingeniero Lorenzo Morales, 2. Edificio Hogar del Pescador, 2.º Dcha.): colecciones de artículos marinos y marineros.
- Centro de Visitantes Las Salinas (Avda. de las Salinas s/n): ofrece interesantes exposiciones sobre el parque natural y el trabajo en las salinas.
- Parque natural de las Salinas y Arenales de San Pedro del Pinatar
- Iglesia de la Santísima Trinidad: construida en 2003, contiene diversas obras de Kiko Argüello.